# Eirik Sæterøy
Eirik Sæterøy (ur. 26 czerwca 1997) – norweski narciarz dowolny, specjalizujący się w slopestyle'u i big air. Nie startował na igrzyskach olimpijskich ani mistrzostwach świata. W zawodach Pucharu Świata zadebiutował 27 lutego 2015 roku w Park City, zajmując 48. miejsce w slopestyle'u. Pierwsze pucharowe punkty wywalczył 11 listopada 2016 roku w Mediolanie, zajmując trzecie miejsce w big air. W zawodach tych wyprzedzili go jedynie Kai Mahler ze Szwajcarii oraz kolejny Norweg - Øystein Bråten.

## Osiągnięcia

### Puchar Świata

#### Miejsca w klasyfikacji generalnej
- sezon 2014/2015: -
- sezon 2016/2017: 23.

#### Miejsca na podium w zawodach
1. Mediolan – 11 listopada 2016 (big air) – 3. miejsce
2. Mönchengladbach – 2 grudnia 2016 (big air) – 3. miejsce